# Adelaida Buscató
 Adelaida Buscató Laguado (Medellín, Antioquia, 7 de junio de 1986) es una actriz colombiana, que ha participado en varias series de televisión en España e Hispanoamérica.

## Biografía
Es la menor de los tres hijos de  Albert Buscató, arquitecto español y Beatriz Laguado, profesora colombiana de  Bellas Artes. Se inició en la actuación desde niña, participando en varios comerciales para televisión y en obras teatrales en la ciudad de Medellín. Estudió en Barcelona, Atlanta y Bielorrusia.

## Filmografía

### Televisión
| Año       | Título                               | Personaje                      | Cadena             |
| --------- | ------------------------------------ | ------------------------------ | ------------------ |
| 2021      | La reina del flow 2                  | Narda                          | Caracol Televisión |
| 2020      | La reina de Indias y el conquistador | Genoveva                       | Netflix            |
| 2020      | La venganza de Analía                | Eugenia Márquez de De la Torre | Caracol Televisión |
| 2019-2021 | Friendzone                           | Silvana                        | Caracol Play       |
| 2019      | Bolívar                              | Lucia                          | Caracol Televisión |
| 2017      | Infieles                             | "La Rusa"                      | Canal 1            |
| 2015      | Laura, la santa colombiana           | Clarisa Montoya                | Caracol Televisión |
| 2014      | La viuda negra                       | Nicole                         | UniMás             |
| 2013      | El día de la suerte                  | Daniela                        | Canal RCN          |
| 2012      | Infiltrados                          | Paulina Angarita               | Caracol Televisión |
| 2012      | Pobres Rico                          | Begoña                         | Canal RCN          |
| 2010      | Karabudjan                           | Alicia                         | Antena 3           |
| 2008      | Impares                              | Alexandra Saenz                | Antena 3           |
| 2008      | Los Serrano                          | Sandrine                       | Telecinco          |

## Cine
| Año  | Título                 | Personaje                  | Nota |
| ---- | ---------------------- | -------------------------- | ---- |
| 2021 | Lokillo en: Mi otra yo | Maria Paz                  |      |
| 2016 | El paseo 4             | Lupe                       |      |
| 2010 | Los 33 de Atacama      | Periodista Alejandra Marín |      |

## Premios y nominaciones

### Premios TVyNovelas
| Año  | Categoría                        | Producción  | Resultado |
| ---- | -------------------------------- | ----------- | --------- |
| 2012 | Mejor actriz de reparto de serie | Infiltrados | Nominada  |